# مونيكا ليو
مونيكا ليو ( مواليد 9 فبراير 1988) هي مغنية ليتوانية مثلت ليتوانيا في مسابقة الأغنية الأوروبية لعام 2022.

## روابط خارجية
- مونيكا ليو على موقع IMDb (الإنجليزية)
- مونيكا ليو على موقع ميوزك برينز (الإنجليزية)
- مونيكا ليو على موقع أول ميوزيك (الإنجليزية)
- مونيكا ليو على موقع ديسكوغز (الإنجليزية)
- مونيكا ليو على موقع ديسكوغز (الإنجليزية)